# Zhong Zhong y Hua Hua
Zhong Zhong (chino: 中 中, nacido el 27 de noviembre de 2017) y Hua Hua (chino: 华 华, nacido el 5 de diciembre de 2017) son dos macacos cangrejeros idénticos que se crearon mediante transferencia nuclear de células somáticas (TNCS), la misma técnica de clonación que produjo a la oveja Dolly. Son los primeros primates clonados producidos por esta técnica. A diferencia de los intentos anteriores de clonar monos, los núcleos donados procedían de células fetales, no de células embrionarias. Los primates nacieron en el Instituto de Neurociencia de la Academia de Ciencias de China en Shanghái.

## Antecedentes
Desde que los científicos produjeron el primer mamífero clonado Dolly la oveja en 1996 utilizando la técnica de transferencia nuclear de células somáticas (TNCS), 23 especies de mamíferos han sido clonadas con éxito, incluyendo ganado, gatos, perros, caballos y ratas. Sin embargo, el uso de esta técnica para primates nunca había tenido éxito y ningún embarazo había durado más de 80 días. La principal dificultad fue probablemente la programación adecuada de los núcleos transferidos para apoyar el crecimiento del embrión.
Tetra (nacido en octubre de 1999), un macaco rhesus femenino, fue creado por un equipo dirigido por Gerald Schatten del Centro Nacional de Investigación de Primates de Oregón que utiliza una técnica diferente, llamada "división de embriones". Ella es el primer primate "clonado" por hermanamiento artificial, que es un procedimiento mucho menos complejo que la transferencia de ADN utilizada para la creación de Zhong Zhong y Hua Hua.

## Proceso
Zhong Zhong y Hua Hua fueron producidos por científicos del Instituto de Neurociencia de la Academia de Ciencias de China en Shanghái, liderados por Qiang Sun y Muming Poo. Extrajeron núcleos de los fibroblastos de un mono fetal abortado y los insertaron en óvulos a los que se les había extraído su propio núcleo. El equipo utilizó dos enzimas para borrar la memoria epigenética de los núcleos transferidos de células somáticas. Este paso crucial permitió a los investigadores superar el principal obstáculo que había impedido la exitosa clonación de primates hasta ese momento. Luego colocaron 21 de estos óvulos en monos madre sustitutos, resultando en seis embarazos, dos de los cuales produjeron animales vivos, ambos macacos cangrejeros. Los monos fueron llamados Zhong Zhong y Hua Hua, una referencia a Zhonghua (chino: 中华, un nombre chino para China). Aunque la tasa de éxito todavía es baja, los métodos podrían mejorarse para aumentar la tasa de supervivencia en el futuro. En comparación, el equipo escocés que creó a la oveja Dolly en 1998 requirió 277 intentos y produjo solo un cordero.
Los científicos también intentaron clonar macacos utilizando núcleos de donantes adultos, lo que es mucho más difícil. Le implantaron 42 sustitutos, lo que dio como resultado 22 embarazos, pero solo lograron dos macacos infantiles, y murieron poco después del nacimiento.

## Implicaciones
De acuerdo con Muming Poo, la principal importancia de este evento es que podría usarse para crear monos genéticamente idénticos para su uso en experimentos con animales. Los macacos cangrejo ya son un organismo modelo establecido para los estudios de aterosclerosis aunque Poo eligió enfatizar en la neurociencia, nombrando la enfermedad de Parkinson y el Alzheimer cuando apareció en el noticiero All Things Considered en enero de 2018.
El nacimiento de los dos primates clonados también generó inquietudes de los bioéticos. Insoo Hyun de la Case Western Reserve University cuestionó si esto significaba que la clonación humana sería la siguiente.
"Técnicamente hablando, uno puede clonar a un humano", dijo Poo al All Things Considered. "Pero no vamos a hacerlo. No hay absolutamente ningún plan para hacer nada en humanos".